# ماري هارف
ماري إليزابيث هارف (بالإنجليزية: Marie Elizabeth Harf) وهي الناطقة الرسمية باسم وزارة الخارجية الأمريكية منذ عام 2012 والناطقة الرسمية السابقة باسم وكالة المخابرات المركزية ولدت في يوم 15 يونيو 1981 في مدينة شيكاغو في ولاية إلينوي في الولايات المتحدة.